# Thereus brescia
Thereus brescia är en fjärilsart som beskrevs av William Chapman Hewitson 1868. Thereus brescia ingår i släktet Thereus och familjen juvelvingar. Inga underarter finns listade i Catalogue of Life.